# 賈至達
賈至達，國立台灣師範大學物理系教授，曾任理學院院長，積極推動各項物理辯論競賽，曾帶領臺灣高中生參加高中生國際物理辯論賽，三次奪得銀牌，也舉辦國內大專生物理辯論高峰會

；同時，他也長期推動師大理學院與產業結合。

## 學歷
- 國立臺灣師範大學 物理系學士
- 國立臺灣師範大學 物理系碩士
- 美國亞利桑納州立大學 物理系博士

## 經歷
- 臺灣師範大學理學院院長（2013/8 ~2016）
- 國際青年物理學家辯論錦標賽學會(IYPT)執行委員（2012/9~2014/9）[1]
- Microwave Materials and their Application (MMA)	Inter. advisory Committee Member（2008/09~2014/06）
- 大考中心97、98&100年物理科指考召集人（2008/05~2008/07，2009/05 ~2009/07，2011/05~2011/07）
- 中華民國物理教育學會	理事長，第二十五、二十六屆（2008/09~2012/08）[2]
- 中華民國物理教育學會  監事，第二十七、二十八屆（2012/09~迄今）[2]
- 中華民國物理學理事（2007/01~2009/01）
- 國際物理奧林匹亞學會	Inter. Board Member（2012/07~2013/07）
- 中華民國物理奧林匹亞培訓計畫主持人（2011/09~2013/08）
- 國科會物理推動中心複審委員（2008/03~2011/06）
- 財團法人高等教育中心	評鑑委員（2009/01~2010/12）
- 財團法人工業技術研究院材化所顧問（2005/01~2013/12）
- 臺灣師範大學物理系系主任（2006/08~2009/07）
- 社團法人中華民國國立台灣師範大學物理系系友會	理事長，第一屆（2009/07~2011/06）[3]
- 教育部中等學校師資培育專門課程審查委員（2006/01~2008/12）